# Killing the Dragon
Killing the Dragon è il nono album in studio della heavy metal band statunitense Dio, pubblicato il 21 maggio 2002 per l'etichetta discografica Spitfire Records.
Questo album si differenzia rispetto ai precedenti perché lascia le sonorità cupe, e con il nuovo chitarrista Doug Aldrich, attinge addirittura influenze dal rock 'n' roll, mantenendo comunque una considerevole velocità esecutiva.

## Tracce
1. Killing the Dragon (Dio, Jimmy Bain) – 4:25
2. Along Comes a Spider (Dio, Doug Aldrich, Bain) – 3:32
3. Scream (Dio, Aldrich, Bain) – 5:02
4. Better in the Dark (Dio, Bain) – 3:43
5. Rock 'n Roll (Dio, Bain, Craig Goldy) – 6:11
6. Push (Dio, Bain, Goldy) – 4:08
7. Guilty (Dio, Bain) – 4:25
8. Throw Away Children (Dio, Goldy) – 5:35
9. Before the Fall (Dio, Bain) – 3:48
10. Cold Feet (Dio, Bain) – 4:11
11. Fever Dreams (live) (con i Deep Purple) [Traccia bonus] - 4:24
12. Rainbow in the Dark (live) (con i Deep Purple) [Traccia bonus] - 4:51

## Formazione
- Ronnie James Dio – voce
- Doug Aldrich – chitarra
- Jimmy Bain – basso, tastiere
- Simon Wright – batteria

### Altri membri
- Scott Warren – tastiere nel brano "Before the Fall"
- King Harbour Children's Choir — Cori nel brano "Throw Away Children"